# Atzels-Berg und Brecher-Berg
Koordinaten: 49° 40′ 13″ N, 7° 31′ 31″ O
Das Naturschutzgebiet Atzels-Berg und Brecher-Berg liegt auf dem Gebiet des Landkreises Kusel in Rheinland-Pfalz um den 387,3 m hohen Atzelsberg und den 362,9 m hohen Brecheberg im Nordpfälzer Bergland.
Das 53,92 ha große Gebiet, das mit Verordnung vom 12. März 1999 unter Naturschutz gestellt wurde, erstreckt sich nördlich der Ortsgemeinde Langweiler und nordwestlich der Ortsgemeinde Merzweiler. Direkt am westlichen Rand verläuft die B 270, südlich fließt der Glan-Zufluss Jeckenbach.
Das Gebiet umfasst Felsen, Trocken- und Halbtrockenrasen, Streuobstwiesen, extensiv genutzte Äcker, Hochstaudenfluren, Säume und Raine, Gebüsche und Feldgehölze, Felstrockenwald, gemäßigten Trockenwald und Eichenniederwald sowie einen Quellbereich.